# Domitrovec
Domitrovec is een plaats in de gemeente Vidovec in de Kroatische provincie Varaždin. De plaats telt 307 inwoners (2001).